# 老兵 (2006年电视剧)
《老兵》，中国大陆都市剧，导演宋学斌，主演于宇、王延辉、王延水、毕玉淑。

## 剧情
该片讲述“王长福、马忠宁和白萌雨”三位中华人民共和国老兵在退役之后的人生故事。

## 演出
| 演员   | 角色 | 备注 |
| 于宇   |      |      |
| 王延辉 |      |      |
| 王延水 |      |      |
| 毕玉淑 |      |      |